# Marta Lach
Marta Lach (Osiek, 26 de mayo de 1997) es una deportista polaca que compite en ciclismo en la modalidad de ruta. Ganó una medalla de plata en el Campeonato Europeo de Ciclismo en Ruta de 2019, en la prueba de ruta sub-23.

## Medallero internacional
| Campeonato Europeo | Campeonato Europeo     | Campeonato Europeo | Campeonato Europeo |
| Año                | Lugar                  | Medalla            | Competición        |
| ------------------ | ---------------------- | ------------------ | ------------------ |
| 2019               | Alkmaar (Países Bajos) | Medalla de plata   | Ruta sub-23        |

## Palmarés
2019
- 1 etapa del Festival Elsy Jacobs
- 3.ª en el Campeonato de Polonia en Ruta
- 2.ª en el Campeonato Europeo en Ruta sub-23

2020
- Campeonato de Polonia en Ruta

2021
- La Picto-Charentaise

2022
- 1 etapa del Tour de Bretaña
- 2.ª en el Campeonato de Polonia Contrarreloj
- 1 etapa del Tour de Romandía

2023
- 1 etapa del Tour de Bretaña
- 2.ª en el Campeonato de Polonia Contrarreloj
- Gran Premio de Fourmies
- Grisette Gran Premio de Valonia

2024
- Festival Elsy Jacobs en Garnich
- Festival Elsy Jacobs en Luxemburgo
- 2.ª en el Campeonato de Polonia Contrarreloj
- Tour de la Isla de Chongming, más 2 etapas

2025
- Nokere Koerse
- Festival Elsy Jacobs en Garnich